# 中村いてう (3代目)
三代目 中村 いてう（なかむら いちょう、1981年〈昭和56年〉12月29日 - ）は、日本の歌舞伎役者、立師、屋号は中村屋。定紋は角切銀杏。

## 来歴
1981年12月29日、岐阜県恵那市で生まれる。
2000年、国立劇場第15期歌舞伎俳優研修修了。同年、４月国立劇場『夏祭浪花鑑』の祭の若い衆及び捕手で本名である「原田大樹」の名前で初舞台。翌年の2001年4月、五代目中村勘九郎（のちの十八世中村勘三郎）に入門し、歌舞伎座『義経千本桜』の軍兵ほかで「三代目中村いてう」を名のる。
2015年4月平成中村座『魚屋宗五郎』の小奴三吉ほかで名題昇進。
師匠・十八代目勘三郎亡き後は、勘三郎の息子である六代目勘九郎、二代目七之助兄弟を支えている。また、近年は十八代目勘三郎の部屋子の二代目 中村鶴松などと中村屋の門弟達だけの自主公演を行っている。また、立師としても中村屋を支えている。
2023年〈令和5年〉10月18日、重要無形文化財（総合認定／第十六次）に認定され「伝統歌舞伎保存会」会員となる。

## 出演
忠臣蔵狂詩曲No.5 中村仲蔵 出世階段（指導）